# Трансплантация органов в Китае

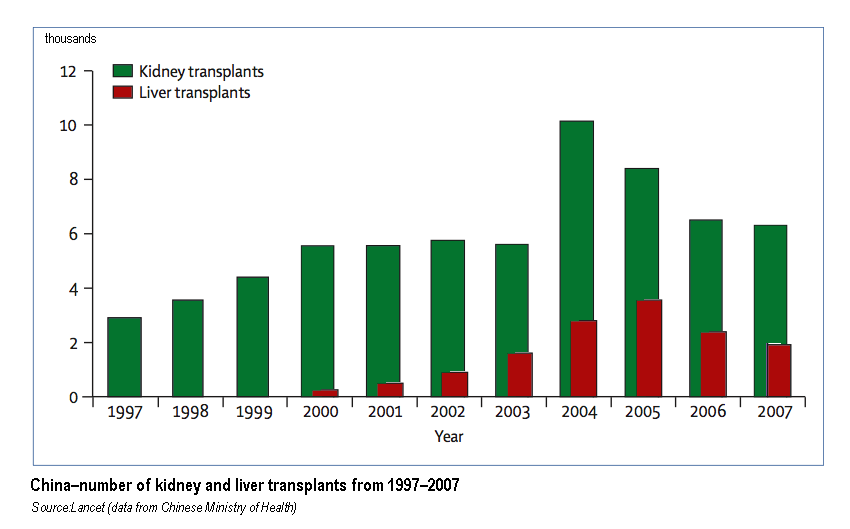
Тенденция роста трансплантаций почек и печени в Китайской Народной Республике (1997—2007)

Трансплантация органов в Китае, одна из крупнейших программ по пересадке органов в мире, начала развиваться с 1960 года, достигнув максимального количества операций (более 13 тысяч) в 2004 году. Китай также развивает инновационные технологии в области трансплантации лица и костной ткани.
Извлечение органов без добровольного согласия донора в соответствии с китайским законодательством является незаконным, хотя в соответствии с принятыми в 1984 году изменениями закона стало возможным извлечение органов у казнённых преступников с предварительного их согласия или разрешения их родственников. В связи с растущей обеспокоенностью по поводу предполагаемых этических нарушений, связанных с коррупцией и принуждением к согласию, с 1990-х годов медицинские сообщества и организации по правам человека в мире начали осуждать такую практику. Обеспокоенность по этому вопросу возникла в 2001 году, когда ищущий политического убежища китайский врач Ван Гоци дал показания Комитету по международным отношениям Палаты представителей Конгресса США о своём участии в операциях по извлечению органов, что, в свою очередь, было опровергнуто официальным представителем МИД КНР Чжан Циюе.
В 2006 году женщина под псевдонимом Энн в интервью газете «The Epoch Times», аффилированному с Фалуньгун изданию, сообщила, что большое количество практикующих Фалуньгун были убиты ради органов для санкционированного государством трансплантационного бизнеса Китая. В отчёте Килгура — Мэйтаса сообщалось, что «источники 41 500 донорских органов за шестилетний период с 2000 по 2005 годы неизвестны», также был сделан вывод, что «крупномасштабное извлечение органов у практикующих Фалуньгун продолжается до сих пор». Китайские власти назвали отчёт клеветой, основанной «на слухах и ложных обвинениях», а также сообщили, что китайское правительство уже расследовало утверждения и считает, что они не заслуживают внимания.
В обновлённой версии их отчёта, которая была опубликована в виде книги в 2009 году, данная цифра отсутствует.
В декабре 2005 года заместитель министра здравоохранения Китая признал, что в стране широко распространена практика изъятия органов у казнённых заключённых. В 2007 году в Китае был издан указ, запрещающий коммерческую торговлю органами, и Китайская медицинская ассоциация согласились, что органы заключённых не должны использоваться для трансплантации, за исключением тех случаев, когда имеется разрешение самого заключённого или ближайших родственников умершего. Наряду с общенациональным сбором персональных данных лиц, которые хотят пожертвовать свои органы, в 2008 году в Шанхае была создана система регистрации данных для трансплантации печени.
Несмотря на эти инициативы, China Daily сообщила в августе 2009 года, что примерно 65 % пересаженных донорских органов до сих пор поступают от приговоренных к смертной казни заключённых. Вице-министр здравоохранения Хуан Цзефу заявил, что осуждённые заключённые «не являются подходящим источником для трансплантации органов», а в марте 2010 года он объявил о начале первой в Китае пробной программы посмертного донорства органов, проводимой совместно с Красным Крестом и Министерством здравоохранения в 10 регионах. В 2013 году Хуан Цзефу изменил свою позицию в отношении использования органов заключённых, заявив, что заключённые, приговорённые к смертной казни, должны иметь возможность пожертвовать органы, и их данные также необходимо вносить в новую компьютерную систему распределения органов.

## Предыстория
В Китае операции по трансплантации органов начали проводиться в 1960-е годы, достигнув максимального количества, более 13 тысяч трансплантаций, в 2004 году и, несмотря на наличие смертельных случаев от инфекции и гепатита, программа трансплантации достигла успеха в деле спасения большого количества жизней. Хотя число трансплантаций к 2005 году снизилось до 11000 в год, Китай по-прежнему имеет одну из крупнейших программ трансплантаций в мире. Китай использует инновационные методы хирургии, такие, как пересадка тканей и костей лица, проведённой профессором Го Шучжуном первым в мире. Практика донорства органов и тканей, однако, воспринята с сопротивлением, так как насильственное донорство органов и тканей является незаконным в соответствии с китайским законодательством, кроме того это противоречит китайским традициям и культуре, которые придают важность единой системы сердца и почек (анатомия) для человека. Не только Китай сталкивается с трудностями в донорстве органов и тканей, спрос превышает предложение в большинстве стран. Всемирная нехватка донорских органов подтолкнула некоторые страны, такие как Индия, к торговле органами человека. Сообщения о продаже органов казнённых заключённых в Китае на международном уровне появились с середины 1980-х годов, когда в 1984 году был принят указ об извлечении органов у осуждённых на смертную казнь преступников с согласия семьи или в случае, когда тело не опознано. Разработка иммуномодулирующего препарата циклоспорина А сделала операции по пересадке более успешными.

## Основные этапы
Первая пересадка почки была проведена в Китае в 1972 году, первая аллогенная трансплантация костного мозга была успешно проведена пациенту с острым лейкозом. Первая зарегистрированная пересадка печени от живого донора в Китае осуществлена в 1995 году, через семь лет после первой подобной трансплантации, проведённой в Сан-Паулу в Бразилии. В период с января 2001 года по октябрь 2003 года 45 пациентам провели трансплантации печени, полученной от живого донора (LDLT) в пяти различных больницах. В 2002 году врачи больницы Четвертого военного медицинского университета в Сицзине заявили о трёх случаях трансплантации печени, взятой у живых доноров. В 2003 году внимание общественности привлёк случай, связанный со смертью мозга после остановки дыхания, что оказало большое влияние на проблему медицинской этики и законодательство. Вскоре последовала первая успешная пересадка органов, проведенная после смерти мозга донора. С октября 2003 года по июль 2006 года были проведены 52 операции (LDLT) в больнице при медицинском центре университета Сычуань на Западе Китая. В октябре 2004 года Центр трансплантологии печени Народной больницы при Пекинском университете провёл две операции по пересадке печени от живого донора с учётом сосудистых особенностей. В 2002 году китайские СМИ сообщили о том, что хирург Чжэн Вэй из медицинского университета провинции Чжэцзян успешно пересадил яичник 34-летней пациентке Тан Фанфан, взятый у её сестры. В апреле 2006 года в военном госпитале Сицзинь в Сиань была проведена операция по пересадке лица, включающей область щек, верхнюю губу и нос некоему Ли Гуосину, который попал в лапы азиатского чёрного медведя, защищая своих овец.
Первая успешная операция по трансплантации пениса была проведена в сентябре 2006 года в военном госпитале в Гуанчжоу. 44-летний мужчина потерял большую часть своего мужского полового члена в результате несчастного случая. Половой член пересадили от 22-летнего мужчины после диагноза смерти его головного мозга. Несмотря на успешное проведение операции, пациент и его жена, перенесшие психологическую травму, через пятнадцать дней решили ампутировать орган. Вслед за этим французский врач Жан-Мишель Дюбернар, известный проведением пересадки лица, писал, что данное дело «вызывает много вопросов и критику». Он сослался на двойной стандарт, написав: «Я не могу себе представить, какова была бы реакция медицинских кругов, специалистов по этике, а также средств массовой информации, если бы европейские хирурги провели ту же операцию».

## Опасения международных наблюдателей

### Органы, полученные от заключённых, приговорённых к смертной казни
Впервые трансплантацию органов в Китае начали проводить в начале 1970-х годов, органы получали от казнённых заключённых. Хотя были испробованы и другие источники, например, органы брали у погибших людей после констатации смерти их мозга, однако, отсутствие правовой базы препятствовало работе в этом направлении. Как сказал Клаус Чен в 2007 году, органы заключённых оставались основным источником. Из-за опасений, что некоторые бедные страны могут продавать органы в более богатые страны, где наблюдается нехватка органов, Всемирная организация здравоохранения (ВОЗ) осудила продажу человеческих органов для трансплантации в Брюсселе в 1985 и 1987 годах, а также в Стокгольме в 1994 году..
В Мадриде в 1987 году Всемирная организация здравоохранения (ВОЗ) осудила практику извлечения органов у казнённых заключённых, так как не было подтверждений об их согласии на это. Растущая озабоченность неправомерностью этих случаев привела к тому, что многие медицинские сообщества и правозащитные организации в 1990-е годы осудили эту практику и подвергли критике выбранный способ получения органов. В 1987 году Всемирная организация здравоохранения начала разрабатывать международные правила (WHA44.25) по трансплантации органов человека. Эти руководящие принципы были приняты в 1991 году.
Комитет Сената США по международным отношениям провёл слушания в 1995 году по торговле человеческими органами в Китае, получив данные из различных источников, в том числе заявления от Amnesty International, ВВС, из китайских правительственных документов, подготовленных активистом по правам человека Гарри Ву.
Всемирная медицинская ассоциация, медицинская ассоциация Кореи и Китайская медицинская ассоциация достигли соглашения в 1998 году о том, что эта практика является нежелательной, и что они совместно займутся изучением вопроса о её прекращении, однако в 2000 году китайцы приостановили сотрудничество. Согласно утверждениям Amnesty International, существуют убедительные доказательства того, что полиция, суды и больницы замешаны в торговле органами с использованием передвижных операционных блоков, или «фургонов смерти». Как предполагает Amnesty International, эта прибыльная торговля может объяснить отказ Китая рассмотреть вопрос об отмене смертной казни заключённых, ежегодное количество которых колеблется от 1770 (официальная цифра) до 8000 (Amnesty). Трупы обычно кремировали до того, как родственники или независимые наблюдатели могли увидеть их, чтобы не вызвать подозрений об отсутствии внутренних органов.
В июне 2001 года Ван Гоци, китайский врач, запросивший политическое убежище, стал контактировать с Гарри Ву и Фондом исследований Лаогай, который помог Вану в даче письменных показаний Конгрессу США о том, что он удалил кожу и роговицы глаз более чем у 100 казнённых заключённых для рынка трансплантации в больнице Военизированной полиции в Тяньцзине, и что в течение, по крайней мере, одной из операций заключённый ещё дышал. Ван, «специалист по ожогам», сказал, что также наблюдал, как другие врачи удаляли жизненно важные органы у казнённых заключённых, и больница, где он работал, продавала эти органы иностранцам. Гарри Ву сказал, что ему пришлось приложить все усилия, чтобы проверить личность Вана, и что, по мнению фонда и конгрессменов, утверждения врача обладают «высокой степенью достоверности».
В декабре 2005 года заместитель министра здравоохранения Китая признал, что практика извлечения органов у казнённых заключённых для пересадки была широко распространена: более 95 % всех органов для пересадки в Китае получены в результате казней, он обещал принять меры по предотвращению злоупотреблений.. В 2006 году ВМА потребовала, чтобы Китай прекратил использование заключённых в качестве доноров органов. Согласно Time, посредник по торговле донорскими органами в Японии, который организовывал ежегодно 30-50 операций, сказал, что источниками органов были казнённые заключённые в Китае. Эдвард Макмиллан-Скотт, вице-президент Европейского парламента, считает, что почти 400 больниц в Китае были вовлечены в торговлю органами для трансплантаций, рекламируя на сайтах операции по пересадке почки за $ 60 000..
Накануне государственного визита в США президента Ху Цзиньтао, 800 членов Британского Общества трансплантологии также подвергли критике использование Китаем органов заключённых-смертников из-за невозможности проверки того, что органы действительно получены от заключённых, которые дали на то согласие. ВМА в очередной раз осудила практику подобных случаев. В отчёте новостей BBC, составленном Рупертом Вингфилд-Хэйсом в сентябре 2006 года, содержатся переговоры с врачами центральной больницы № 1 в Тяньцзине по пересадке печени.

### Утверждения об извлечении органов у практикующих Фалуньгун
17 марта 2006 года женщина под псевдонимом Энн в интервью газете «The Epoch Times», аффилированному с Фалуньгун изданию, рассказала, что её бывший муж в 2003—2005 годы практиковал извлечения роговицы глаза у членов Фалуньгун в Центре провинции Ляонин по лечению тромбозов совместными методами китайской и западной медицины («Суцзятуньская тромбозная больница») города Шэньян провинции Ляонин. Кроме того она рассказала, что другие врачи больницы занимались убийством членов Фалуньгун с целью извлечения у них органов, а затем кремировали тела.
Международная неправительственная организация Коалиция по расследованию преследований в отношении Фалуньгун в Китае, аффилированная с движением Фалуньгун, для расследования этих утверждений привлекла экспертов — старшего юрисконсульта Бней-Брит Канады адвоката Дэвида Мэйтаса и бывшего депутата Палаты общин Парламента Канады Дэвида Килгура. В своём отчёте под названием «Отчёт о проверке утверждений об извлечении органов у практикующих Фалуньгун в Китае», составленном по результатам двухмесячного расследования, на основании 33 косвенных доказательств ими был сделан вывод о том, что «правительство Китая и его агентства в многочисленных районах страны, в больницах, а также в центрах задержания и „народных судах“, начиная с 1999 года, казнили большое, но неизвестное количество узников совести — практикующих Фалуньгун. Их жизненно важные органы, включая почки, печень, роговицу и сердце, были насильно изъяты для продажи по высоким ценам, иногда иностранцам, которые обычно сталкиваются с длительным ожиданием добровольно пожертвованных органов в своих странах». По их мнению обнародованные утверждения настолько шокируют, что в них почти невозможно не поверить.
Доказательства, содержащиеся в отчёте Килгура и Мэйтаса и приводящие к вышеуказанному заключению, по мнению самих же правозащитников, являются косвенными. Отчёт отмечает, что очень короткий период ожидания органов в Китае по сравнению с другими странами указывает на то, что органы были получены по заказу, резкий рост числа ежегодных операций по пересадке органов в Китае совпадает с началом преследования Фалуньгун. Обновлённая версия их отчёта была опубликована в виде книги в 2009 году.
В 2014 году журналист Итан Гутман опубликовал результаты своего собственного расследования. Гутман взял большое количество интервью у бывших заключённых китайских трудовых лагерей и тюрем, а также у бывших сотрудников служб безопасности и медицинских работников, имеющих сведения о практике извлечения органов в Китае. Он сообщил, что извлечение органов у политических заключённых, вероятно, началось в провинции Синьцзян в 1990-е годы, а затем распространилось по всей стране. По оценкам Гутмана, около 64 тысяч заключённых — последователей Фалуньгун, возможно, были убиты ради продажи их органов в период между 2000 и 2008 годами.
В декабре 2006 года, не получив объяснений от китайского правительства по поводу утверждений, касающихся китайских заключённых, две крупные больницы по пересадке органов в Квинсленде, Австралия, прекратили обучение трансплантации китайских хирургов и закрыли совместные с Китаем научно-исследовательские программы по пересадке органов.
В июле 2006 года и в апреле 2007 года китайские представители опровергли обвинения в извлечении органов, настаивая на том, что Китай придерживается принципов Всемирной организации здравоохранения, которые запрещают продажу человеческих органов без письменного согласия со стороны доноров.
В мае 2008 года два специальных докладчика Организации Объединённых Наций вновь предъявили китайским властям требование раскрыть источники органов и объяснить внезапный рост операций по трансплантации в Китае с 2000 года.
12 сентября 2012 года Комитет Палаты представителей США по иностранным делам Конгресса США провёл слушания по теме извлечения органов у узников совести в Китае, в котором приняли участие представитель организации «Врачи против насильственного извлечения органов» (англ. Doctors Against Forced Organ Harvesting) психиатр Дамон Ното, руководитель программы пересадок почек и поджелудочной железы Службы почечной трансплантологии Медицинской школы Дэвида Геффена Калифорнийского университета в Лос-Анджелесе Габриэль Данович, представитель и директор по связям с общественностью организации компании «Глобальный сервисный центр по выходу из Коммунистической партии Китая» (англ. Global Service Center for Quitting the Chinese Communist Party) Чарльз Ли и журналист Итан Гутман. В частности Ното в своём докладе заявил о том, что «врачи за пределами Китая подтвердили, что их пациенты были в Китае и использовали органы практикующих Фалуньгун».
В 2012 году под редакцией Дэвида Мэйтаса и директора организации «Врачи против насильственного извлечения органов» (англ. Doctors Against Forced Organ Harvesting) Торстена Трейя была опубликована книга «Государственные органы: насильственная трансплантация органов в Китае», в написании которой помимо них приняли участие профессор и заведующий отделением медицинской этики Лангоунского медицинского центра Нью-Йоркского университета Артур Каплан; член Консультативного совета организации «Врачи против насильственного извлечения органов», старший консультант и руководитель отделения нефрологии больницы Куала-Лумпура, председатель Национального почечного реестра, руководитель нефрологической службы Министерства здравоохранения Малайзии Газали Ахмад; писатель Итан Гутман; пресс-секретарь Информационного центра Фалунь да фа Эрпин Чжан; Дэвид Килгур и педагог из Ванкувера Ян Харви; член Консультативного совета организации «Врачи против насильственного извлечения органов», президент Израильского общества трансплантации, профессор саклеровского медицинского факультета Тель-Авивского университета Джейкоб (Яков) Лави; руководитель программы пересадок почек и поджелудочной железы Службы почечной трансплантологии Медицинской школы Дэвида Геффена Калифорнийского университета в Лос-Анджелесе Габриэль Данович; член Консультативного совета организации «Врачи против насильственного извлечения органов», заведующая кафедрой физической культуры и спорта имени Джона Саттона факультета медицинских наук и профессор Сиднейской медицинской школы Сиднейского университета Мария Фиатарон Сингх..
У Хунда (Гарри У), известный китайский диссидент и правозащитник, более 15 лет занимавшийся сбором данных об извлечении органов у казнённых заключенных в Китае, выступил с критикой утверждений, опубликованных в марте и апреле 2006 года в принадлежащей «Фалуньгун» газете «The Epoch Times», о том, что 6000 фалуньгуновцев стали заключёнными тайного концентрационного лагеря вблизи района городского подчинения Суцзятунь города субпровинциального значения Шэньян, где у, по меньшей мере, 4500 из них перед смертью были извлечены органы (кожа, сердце, почки и роговицы). У отмечает, что всё это основывается на показаниях двух анонимных свидетелей, не располагавших сведениями из первых рук, и считает, что предоставленные ими отчёты являются сфабрикованными. Он также подчеркнул, что нет подтверждений из других источников (документы, фотографии и т. п.). По словам У, он несколько раз обращался к руководителям Фалуньгун с просьбой предоставить ему возможность «увидеть свидетелей, но они сказали нет». И вплоть до сегодняшнего дня он не знает их имён. У предпринял попытку провести собственное расследование, направив доверенных лиц в указанное газетой место, однако они, хотя и обнаружили, что в тюрьмах находятся фалуньгуновцы, не смогли ни найти концентрационный лагерь, ни подтвердить заявления о принудительном извлечении органов. Ими была обнаружена только тюрьма предварительного заключения, где не имелось сложного трансплантационного оборудования. Они также проверили две местные больницы, но не обнаружили никаких подтверждений. Кроме того, У опроверг фалуньгуновские утверждения о том, что местом торговли тысячами органов является Таиланд, поскольку местный закон не разрешает производить донорство органов, если люди являются ближайшими членами семьи. Он добавил, что, в противном случае, это «означало бы 1500 человек в год или не менее 120 человек в месяц, чьи органы были удалены», что «нельзя было бы достичь в такой среде, как Суцзятунь», поскольку там нет необходимые медицинских учреждений. И подчеркнул, что хотя «Китай каждый год забирает органы у многих казнённых заключённых, но чтобы убить 4000 или 5000 человек, я не думаю. Профессиональные врачи этого не сделают». Кроме того, он уверен, что для удаления 2000 роговиц понадобится не менее двух лет. Также У, который ранее находился в дружеских отношения с Фалуньгун, считает что утверждение организации о том, что её члены являются жертвами лагеря подобного Освенциму, похожи на «политическую пропаганду», хотя и убеждён, что «китайское коммунистическое правительство является злым режимом, который совершает множество злодеяний, в том числе преследование Фалуньгун»..

## Развитие событий после 2006 года
В марте 2006 года Министерство здравоохранения издало Временные положения о клиническом применении и управлении трансплантаций органов человека, которые предусматривают, что медицинские центры должны соответствовать новым требованиям для проведения трансплантаций, провинциальные медицинские учреждения полностью отвечают за весь объём оказываемой медицинской помощи. Учреждения, осуществляющие трансплантации, таким образом, обязаны учитывать вопросы этики, медицинской и хирургической экспертиз и интенсивной терапии. В апреле 2006 года был создан Комитет клинического применения технологий по пересадке органов человека с целью стандартизировать клиническую практику; в ноябре 2006 года состоялся национальный Саммит по клиническому управлению, который издал декларацию с изложением регулирующих мер. Профессор Го Шуджон провёл в больнице Сицзинь серию операций лицевой трансплантации, возглавив в апреле 2006 года первую в мире пересадку тканей лица, включая костную ткань. Перед операцией была констатирована смерть мозга донора.
В мае 2007 года вступило в силу Положение о трансплантации органов человека, запрещающее торговлю органами и изъятие органов человека без его предварительного письменного согласия, что было положительно воспринято Всемирной организацией здравоохранения и Обществом трансплантологии. Для того, чтобы не допустить незаконную трансплантацию, врачам, участвующим в коммерческой торговле органами, будет грозить штраф и отстранение от должности; лишь несколько больниц будут сертифицированы для выполнения операции по пересадке органов. В результате тщательной проверки количество учреждений, утверждённых для трансплантаций, было сокращено с более 600 в 2007 году до 87 по состоянию на октябрь 2008 года; еще 77 получили предварительное одобрение от Министерства здравоохранения КНР.
Для дальнейшей борьбы с трансплантационным туризмом Министерство здравоохранения КНР издало в июле 2007 года уведомление в соответствии со Стамбульской декларацией, предоставляя китайским гражданам приоритет в получении органов. В октябре 2007 года после нескольких лет обсуждений с ВОЗ Китайская медицинская ассоциация согласилась прекратить коммерческое изъятие органов у осуждённых заключённых, которые могут их пожертвовать только ближайшим родственникам. Другие меры безопасности, осуществляемые в соответствии с законодательством, включают документы о согласии на изъятие органа у донора, а также проверку всех смертных приговоров, вынесенных Верховным народным судом КНР. Специалисты могут приступать к трансплантации только после констатации смерти. В апреле 2008 года был проведён Симпозиум юридических и медицинских работников с целью обсуждения диагностических критериев смерти мозга доноров.
В 2008 году в Шанхае, наряду с общенациональной информацией о персональном дарении, полученном от лиц, желающих жертвовать свои органы, была создана отдельная система регистрации данных для трансплантаций печени. Несмотря на эти инициативы, China Daily сообщила в августе 2009 года, что примерно 65 % пересаженных органов до сих пор поступают от приговорённых к смертной казни заключённых. Вице-министр здравоохранения Хуан Цзефу выразился, что осуждённые заключённые «не являются подходящим источником для трансплантации органов». Первая система посмертного донорства органов Китая была запущена в марте 2010 года совместно с Красным Крестом и Министерством здравоохранения КНР. Хуан Цзефу объявил, что схема, позволяющая людям сообщать о своём желании пожертвовать органы, будет опробована в 10 контрольных регионах, включая города Тяньцзинь, Ухань и Шэньчжэн. Фонд будет доступен для семей людей, добровольно жертвующих свои органы. Китайские власти выражают надежду на то, что успех экспериментальной программы позволит снизить необходимость использования органов заключённых — смертников и остановит волну чёрного рынка донорских органов. В 2012 году должностные лица Китая заявили, что они планируют поэтапное прекращение извлечения органов у заключённых — смертников.
Резолюция Ханчжоу была представлена Китайскому национальному конгрессу по трансплантологии 31 октября 2013 года и принята 2 ноября 2013 года. Резолюция заявляет о прекращении извлечения органов у казнённых заключённых. Так как не все учреждения, проводящие трансплантации, приняли эту резолюцию, кампания по искоренению извлечения органов у заключённых продолжается.

## Сроки ожидания
Дэвид Мэйтас отмечает, что в Китае сроки ожидания пересадки органов являются кратчайшими в мире,, а по утверждению Артура Каплана, Габриэля Дановича, Майкла Шапиро, Джейкоба Лави и Мирана Эпштейна есть доказательства того, что казнь заключённых ради их органов является «запланированной для удобства ожидающего реципиента». Туристы, побывавшие в Китае ради пересадки органов, сообщают о получении ими почек для трансплантации в течение нескольких дней после прибытия в Китай. В Отчёте Килгура — Мэйтаса цитирует выдержки с сайта Китайского Международного центра помощи по Трансплантации: «подходящего донора (почки) можно найти за одну неделю, максимальное время составит один месяц …»
Для сравнения, средний срок ожидания пересадки органов в Австралии составляет от 6 месяцев до 4-х лет, в Канаде на 2011 год — 6 лет .В Великобритании срок ожидания составляет 3 года (недоступная ссылка с 04-03-2018 [2555 дней]).

## Реакция, оценки и критика

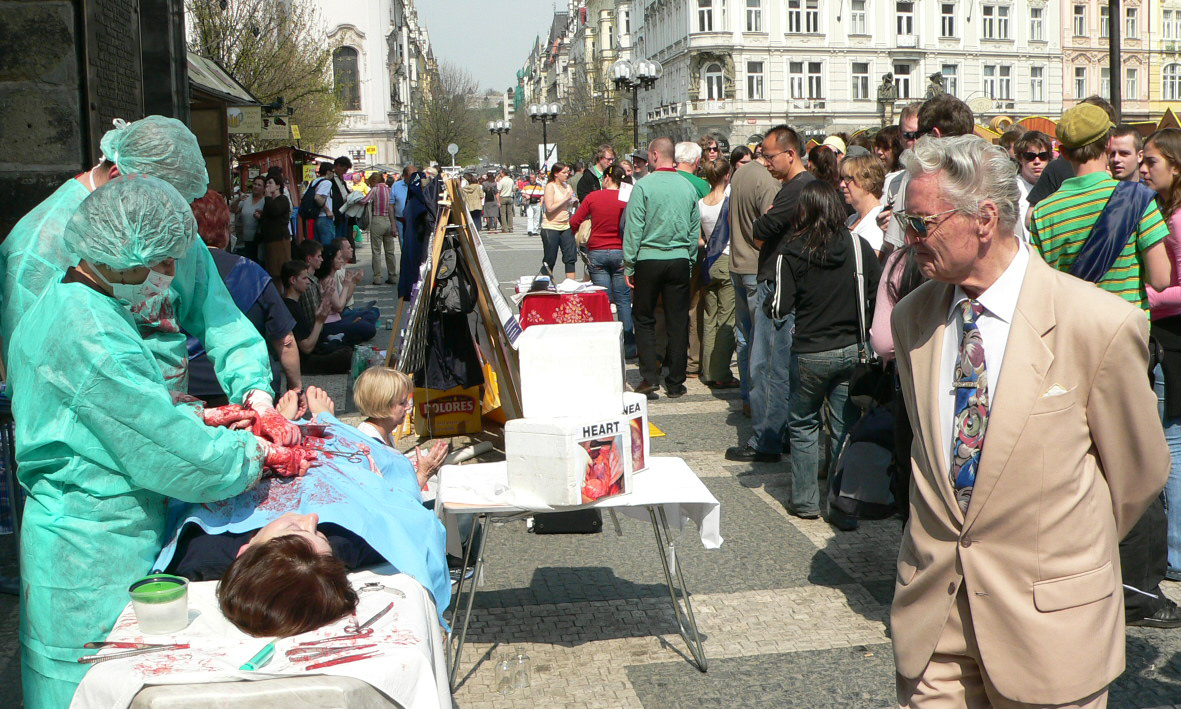
Имитация извлечения органов у живых практикующих Фалуньгун в китайских тюрьмах на акции протеста на Староместской площади в Праге

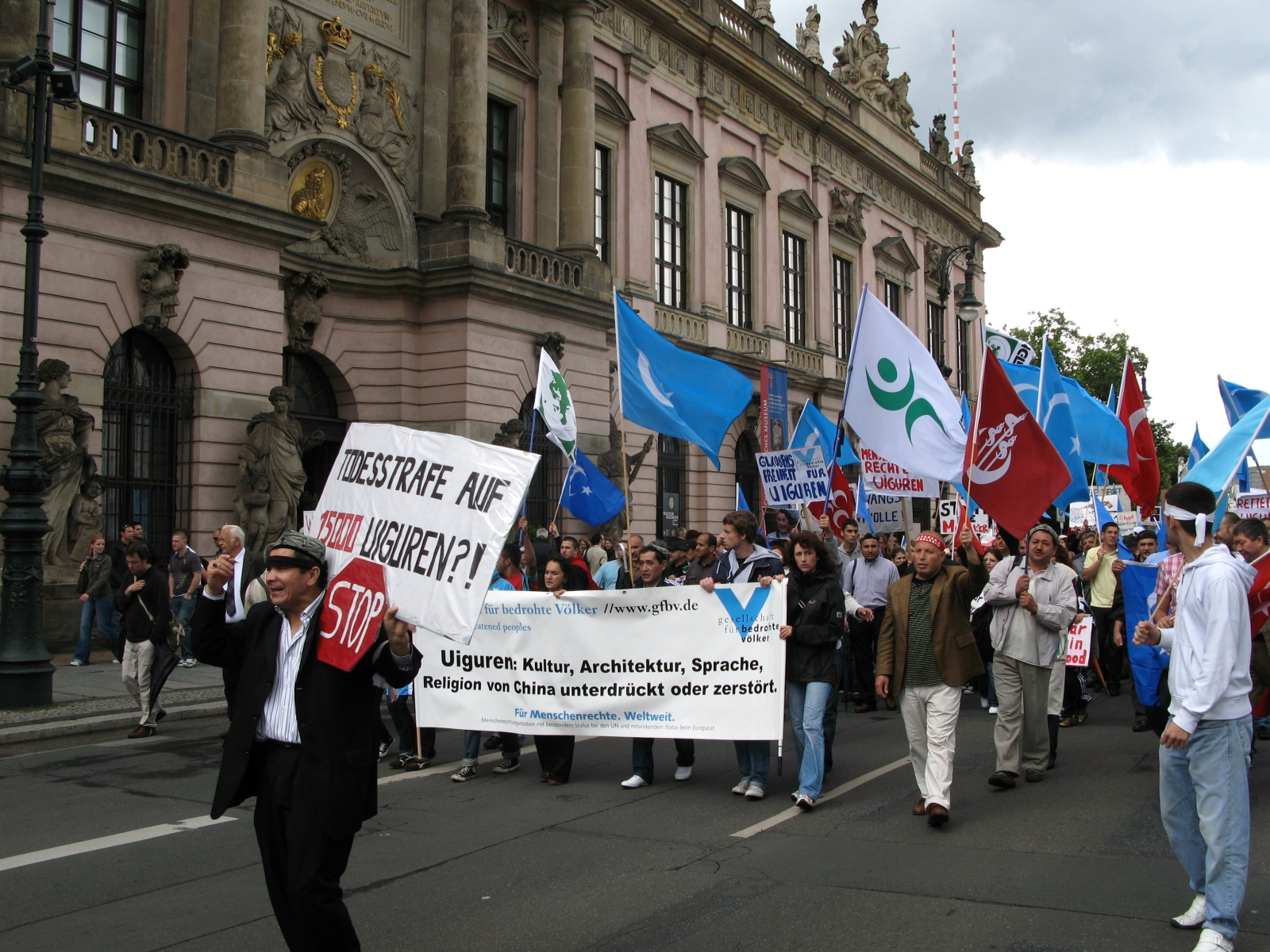
Акция протеста уйгурской общины в Берлине против насилия в Урумчи в 2009 г.

Вопросы о насильственном извлечении органов для трансплантации в материковом Китае неоднократно рассматривались Европейским парламентом (в 2006 , 2008, 2010 и 2013 году), а также Государственным департаментом в 2012 и Конгрессом США в 2014 и 2016 году. Эти учреждения признали представленные доказательства достоверными и приняли резолюции, призывающие КНР немедленно прекратить практику недобровольного извлечения органов, начать независимое расследование, освободить заключенных последователей Фалуньгун и привлечь к ответственности виновных. Там же было заявлено, что такому же насилию подвергаются христиане, тибетцы и уйгуры.
После 2006 года несколько специальных докладчиков ООН обращались к правительству Китая с просьбой дать разъяснения по поводу этих обвинений или опровергнуть их. В ноябре 2008 года в докладе ООН было отмечено отсутствие надёжных доказательств по вопросу о трансплантации органов в Китае; ООН призывала Китай провести независимое расследование по вопросу о применении пыток и насильственного извлечения органов против некоторых последователей Фалуньгун либо поручить проведение такого расследования третьей стороне, а также принять меры для выявления виновных и привлечения их к ответственности.
Власти КНР не предоставили в ООН запрошенную информацию и утверждали, что у них нет статистических данных о трансплантации органов за период с 2000 по 2005 год. Они же заявили, что данные, содержащиеся в докладе ООН, были взяты из книги Килгура и Мэйтаса «Кровавая жатва» и ничем не подтверждены.
В ряде стран были приняты законы, ограничивающие сотрудничество с китайскими трансплантологами и наказывающие своих граждан за обращение к их услугам: в 2006 году в Израиле, в 2007 и 2011 годах в Малайзии, в 2013 в Испании, в 2015 на Тайване, в 2016 году в Италии. В Бельгии, Канаде, Франции и Великобритании подобные законы разрабатывались. Министерство здравоохранения Австралии в 2006 году отменило все программы подготовки китайских врачей.
В июле 2007 года Чешское трансплантологическое общество (чеш. Česká transplantační společnost) выступило с осуждением практики недобровольного извлечения органов, по его мнению, применяемой в материковом Китае. В 2012 году Чешская медицинская палата (чеш. Česká lékařská komora) подписала петицию в ООН о проведении независимого расследования, иницированную ассоциацией «Врачи против насильственного извлечения органов» (англ. Doctors Against Forced Organ Harvesting (DAFOH)), которую подписало более трёх миллионов человек.
В 2018 году в Великобритании «Международной коалицией по прекращению злоупотреблений при трансплантации органов в Китае» был создан общественный Трибунал по Китаю, которому было поручено провести собственное расследование таких возможных злоупотреблений. В июне 2019 года Трибунал по Китаю постановил, что «широкомасштабное принудительное извлечение органов осуществлялось по всему Китаю в течение многих лет» и назвал эту практику «беспрецедентным злодеянием, сравнимым с массовыми убийствами прошлого века».